# José Narro Robles
José Ramón Narro Robles (Saltillo, Coahuila, 5 de diciembre de 1948) es un académico, médico y político mexicano. Fue rector de la Universidad Nacional Autónoma de México del 13 de noviembre del 2007 al 10 de noviembre de 2015 y director de la Facultad de Medicina, de la misma universidad, de 2003 al 2011. Durante el sexenio de Enrique Peña Nieto se desempeñó como secretario de Salud. En 2019 fue candidato a la dirigencia del Partido Revolucionario Institucional (PRI), al que estuvo afiliado durante 46 años.
Ha trabajado también en el apoyo de los migrantes mexicanos, apoyado tareas de gobernación y de gestión del sistema de seguridad social mexicano. Su trabajo ha sido reconocido en México así como por organismos internacionales como lo es la Organización Mundial de la Salud y el Unicef. Tiene más de una decena doctorados honoris causa ,mas nunca fue médico especialista ni tampoco curso ninguna maestría, sólo por su supuesta trayectoria académica y su servicio políttico, forma parte de organizaciones científicas y médicas. A lo largo de su trayectoria ha estrechado lazos con círculos intelectuales con importantes figuras internacionales y nacionales. Fue presidente de la Fundación Siglo XXI del Partido Revolucionario Institucional.

## Trayectoria

### Estudios y obtención de grados académicos
Inició sus estudios de educación media superior en la Escuela Nacional Preparatoria 4, y posteriormente ingresó, por medio del Pase Reglamentado a la Facultad de Medicina de la Universidad Nacional Autónoma de México, donde en 1973 obtuvo el título de médico cirujano. entre 1976 y 1978, efectuó estudios de posgrado en el campo de la medicina comunitaria, en la Universidad de Birmingham, en Inglaterra. En enero de 1974, se incorporó a la Facultad de Medicina de su alma mater como miembro del personal académico.

## Cargos y nombramientos

### UNAM
En su alma mater, ha sido Jefe del Departamento de Medicina General Familiar y Comunitaria, director general de Extensión Académica, director general de Planeación, Secretario General de la Universidad y Coordinador General de la Reforma Universitaria de la Comisión Especial para el Congreso Universitario (CECU). En el 2002, fue representante de la Rectoría, después de que el CGH demandara, durante la huelga estudiantil de la UNAM (1999-2000), la conformación del congreso universitario, congreso que nunca se llevó a cabo. En febrero del 2003, fue designado director de la Facultad de Medicina por la Junta de Gobierno de la UNAM, y cuatro años más tarde recibió el encargo de encabezar un segundo periodo.

#### Rectorado
En dos periodos fue rector de la UNAM (2007 - 2015) en dónde quizá el logro tangible más importante de su rectorado fue la creación de nuevas escuelas y espacios universitarios. Después de un periodo de más de 40 años sin que la universidad lograra consolidar nuevos campus universitarios, se creó la Escuela Nacional de Estudios Superiores León, Guanajuato (ENES León). Con ello, se abriría el primer campus fuera de la Ciudad de México y de su Zona Metropolitana. El proyecto se ha consolidado de manera notable, teniendo un impacto profundo en los esquemas de educación superior en la entidad y en general en la zona del Bajío mexicano. Desde su reciente creación, se ha convertido en un referente institucional tanto dentro de la UNAM como fuera de la misma. El éxito del proyecto dio impulso a la posterior creación de un espacio homólogo en Morelia, Michoacán, institución que utilizaría como eje central el modelo seguido en Guanajuato.
Durante su segundo periodo como rector de la UNAM, grupos de anarquistas radicales tomaron el edificio de la torre de rectoría de la UNAM y otros espacios universitarios. A pesar de las presiones gubernamentales, el conflicto se resolvió sin la intervención del gobierno federal.

### Administración pública federal
Ha ocupado diversos cargos, entre los que destacan los de director general de Salud Pública para el Distrito Federal, en la Secretaría de Salud, director general de Servicios Médicos en el Departamento del Distrito Federal, Secretario General del Instituto Mexicano del Seguro Social, Presidente de la Fundación Cambio XXI y del Instituto Nacional de Ecología.[cita requerida]
En la Secretaría de Gobernación, se desempeñó al frente de las subsecretarías de Población y Servicios Migratorios y, también, de Gobierno, durante el periodo en el que Jorge Carpizo MacGregor, primer presidente de la Comisión Nacional de Derechos Humanos y exrector de la UNAM, fue secretario de la dependencia; en la Secretaría de Salud, lo hizo en las de Servicios de Salud y de Coordinación Sectorial.[cita requerida]
Ha sido miembro del Partido Revolucionario Institucional y presidente de la Fundación Colosio, una asociación civil mexicana, no lucrativa que busca germinar espacios para el pensamiento plural, libre y crítico. La asociación se funda en nombre de quien fue candidato a la presidencia de México Luis Donaldo Colosio.

#### Secretaría de Salud
El 8 de febrero del 2016 fue designado por el presidente Enrique Peña Nieto como titular de la Secretaría de Salud, en sustitución de Mercedes Juan López.[cita requerida] En el tiempo en el que estuvo como titular de dicha dependencia, se dio impulso a la infraestructura hospitalaria y de atención a servicios de salud[cita requerida].

### Candidatura a la dirigencia del PRI
En marzo de 2019, Narro renunció a la UNAM, para convertirse en candidato a la dirigencia del Partido Revolucionario Institucional; sin embargo, debido a lo que consideró una contienda injusta, renunció a su postulación y a su militancia partidista, la cual había comenzado 46 años atrás.

## Distinciones
Ha recibido más de una decena de doctorados honoris causa, la máxima distinción otorgada por una institución universitaria, dentro de las que destacan: 
- La Universidad de Santiago de Chile le otorgó el doctorado honoris causa (julio 2017), "por su destacada trayectoria profesional en su país y en el extranjero".[9]
- La Universidad de Birmingham, Reino Unido, le otorgó el doctorado honoris causa "por su trayectoria y aportaciones en el ámbito público de México", el 5 de diciembre del 2012.[10]
- La Universidad de La Habana, Cuba, le otorga el doctorado honoris causa por todos sus aportes a la esfera pública mexicana el 25 de septiembre de 2016.[11]
- La Universidad Juárez Autónoma de Tabasco le otorgó el Doctor honoris causa en el 2011, «por su incesante defensa de la Universidad pública y su autonomía».[12]
- La Universidad de Salamanca, España otorgó el doctorado honoris causa en (5 de abril de 2016) 'Por contribuir a crear el Sistema Internacional de Evaluación de la Lengua Española. Ver discurso íntegro de aceptación en referencia[13]
- La Universidad Autónoma de Campeche otorgó el grado de doctor honoris causa el 22 de junio de 2015 po Por su aporte a la consolidación de la universidad pública.[14]
- La Benemérita Universidad Autónoma de Puebla (BUAP) otorgó el doctorado honoris causa (2013)
- La Universidad Autónoma de Sinaloa lo galardonó con la misma distinción el 23 de agosto del 2015.[cita requerida]
- La Universidad Autónoma de San Luis Potosí (UASLP) le concedió también el doctorado honoris causa en el 2015.[cita requerida]
- La Universidad Autónoma de Nuevo León (UANL) le otorgó el grado de doctor honoris causa en el 2016. La escritora Elena Poniatowska y otros dos destacados personajes de la vida pública de mexicana compartieron esta distinción con él.[15]

## Publicaciones
Ha publicado 56 artículos en revistas científicas incluidas en los índices nacionales e internacionales más aceptados, principalmente sobre temas de educación, salud pública y administración de servicios de salud. Además, ha publicado 23 capítulos de libros de orden académico. En sus artículos científicos, ha compartido créditos con un amplio grupo de académicos y médicos nacionales e internacionales, como Guillermo Soberón, David Kershenobich o Héctor Fernández Varela, y sus contribuciones han aparecido en libros editados por académicos como Juan Ramón de la Fuente, Donato Alarcón Segovia, Jesús Kumate y José Laguna, entre otros. Ha escrito ampliamente acerca del sistema de salud en México, de las condiciones y problemas sociales del país y acerca del sistema educativo mexicano entre las que destacan:
- J. Narro Robles (2014). "Retos de la universidad del siglo XXI" Revista iberoamericana de educación superior, Vol. 5, Num. 14.
- J. Narro Robles, D. Moctezuma, L. Orozco Hernández (2014). "La mujer en México: inequidad, pobreza y violencia." Revista Mexicana de Ciencias Políticas y Sociales, Vol 59, Num. 220.
- J. Narro Robles, D. De la Fuente Stevens, D. Moctezuma(2013). "Descalabros y desafíos de la política social en México." Problemas del Desarrollo. Vol. 44, Num. 174.
- J. Narro Robles, R. Escamilla, A. Fajardo, R. Alberto Rascón-Pacheco, M. López-Cervantes (2013). "Tendencia de la mortalidad por cáncer en niños y adolescentes según grado de marginación en México (1990-2009)" Salud pública de México vol.54 n.6
- J. Narro Robles, D. Moctezuma(2012). "Analfabetismo en México: una deuda social." Revista Internacional de Estadística y Geografía Vol. 3, Num3.
- J. Narro Robles y H. Hernández–Bringas (2010). "El homicidio en México, 2000–2008." Papeles de Población.
- J. Narro Robles, D. Moctezuma, L. Orozco Hernández (2010). "Hacia un nuevo modelo de seguridad social." Economía UNAM vol. 7, n.º 20.
- J. Narro Robles (2009). "México ante la crisis: ¿qué hacer para crecer?" Revista mexicana de ciencias políticas y sociales, vol. 51, n.º 205.
- J. Narro Robles (2008). "Educación, ciencia y desarrollo. El caso de América Latina." Perfiles educativos vol.30 no.119 México ene. 2008.
- J. Narro Robles, J. Rodríguez–Domínguez, C. Viesca–Treviño, L. Abreu–Hernández (2004) "Ética y salud. Retos y reflexiones." Gaceta médica de México, Vol. 140, Num. 6.
- J. Narro Robles, H. Gómez-Dantés (1995). "El Dengue en México: Un Problema Prioritario de Salud Pública." Salud Pública de México.

## Controversia

### Cuestionamiento por parte de la revistaProceso
La designación de Narro Robles como secretario de Salud fue cuestionada por la revista Proceso. De acuerdo con la publicación, Narro jamás efectuó estudios de posgrado en la Universidad de Birmingham. Sin embargo, José Narro Robles recibió en el 2012 el doctorado honoris causa por parte de la Universidad de Birmingham, y publicó que este realizó estudios en medicina comunitaria de 1976 a 1978.